# Джиллетт (Вісконсин)
Джиллетт (англ. Gillett) — місто (англ. city) в США, в окрузі Оконто штату Вісконсин. Населення — 1289 осіб (2020).

## Географія
Джиллетт розташований за координатами 44°53′24″ пн. ш. 88°18′22″ зх. д. / 44.89000° пн. ш. 88.30611° зх. д. (44.889920, -88.306176). За даними Бюро перепису населення США в 2010 році місто мало площу 3,56 км², з яких 3,53 км² — суходіл та 0,03 км² — водойми.

## Демографія

### Перепис 2010
Згідно з переписом 2010 року, у місті мешкало 1386 осіб у 592 домогосподарствах у складі 352 родин. Густота населення становила 390 осіб/км². Було 656 помешкань (184/км²).
Расовий склад населення:
| - 91,0 % — білих - 3,4 % — корінних американців - 0,1 % — чорних або афроамериканців - 4,3 % — осіб інших рас |

До двох чи більше рас належало 1,2 %. Частка іспаномовних становила 5,1 % від усіх жителів.
За віковим діапазоном населення розподілялося таким чином: 23,2 % — особи молодші 18 років, 58,8 % — особи у віці 18—64 років, 18,0 % — особи у віці 65 років та старші. Медіана віку мешканця становила 41,1 року. На 100 осіб жіночої статі у місті припадало 90,1 чоловіків; на 100 жінок у віці від 18 років та старших — 86,3 чоловіків також старших 18 років.
Середній дохід на одне домашнє господарство становив 50 932 долари США (медіана — 41 415), а середній дохід на одну сім'ю — 54 000 доларів (медіана — 43 929). За межею бідності перебувало 18,2 % осіб, у тому числі 32,1 % дітей у віці до 18 років та 17,3 % осіб у віці 65 років та старших.
Цивільне працевлаштоване населення становило 730 осіб. Основні галузі зайнятості: освіта, охорона здоров'я та соціальна допомога — 21,0 %, виробництво — 20,7 %, роздрібна торгівля — 13,8 %, мистецтво, розваги та відпочинок — 8,5 %.

### Перепис 2000
Згідно з переписом населення в 2000 році в місті Джілетт проживало 1256 осіб, було зареєстровано 515 домашніх господарств і 329 сімей, що проживають в місті. Густота населення дорівнює 356,6 людини на квадратний кілометр. 546 житлових одиниць при середній щільності 155 на квадратний кілометр. Расовий склад округу складається з білих (96,58 %), афроамериканців (0,40 %), корінних американців (1,19 %), представників інших рас (1,04 %) та представників змішаних рас (0,80 %). 0,88 % мають латиноамериканське коріння.

## Основні автомагістралі
|  | WIS 22 йде на схід до Оконто Фоллс і на південний захід до міста Сесіл. |
|  | WIS 32 пов'язує Сурінг на півночі та Пуласкі на Півдні.                 |

## Зображення

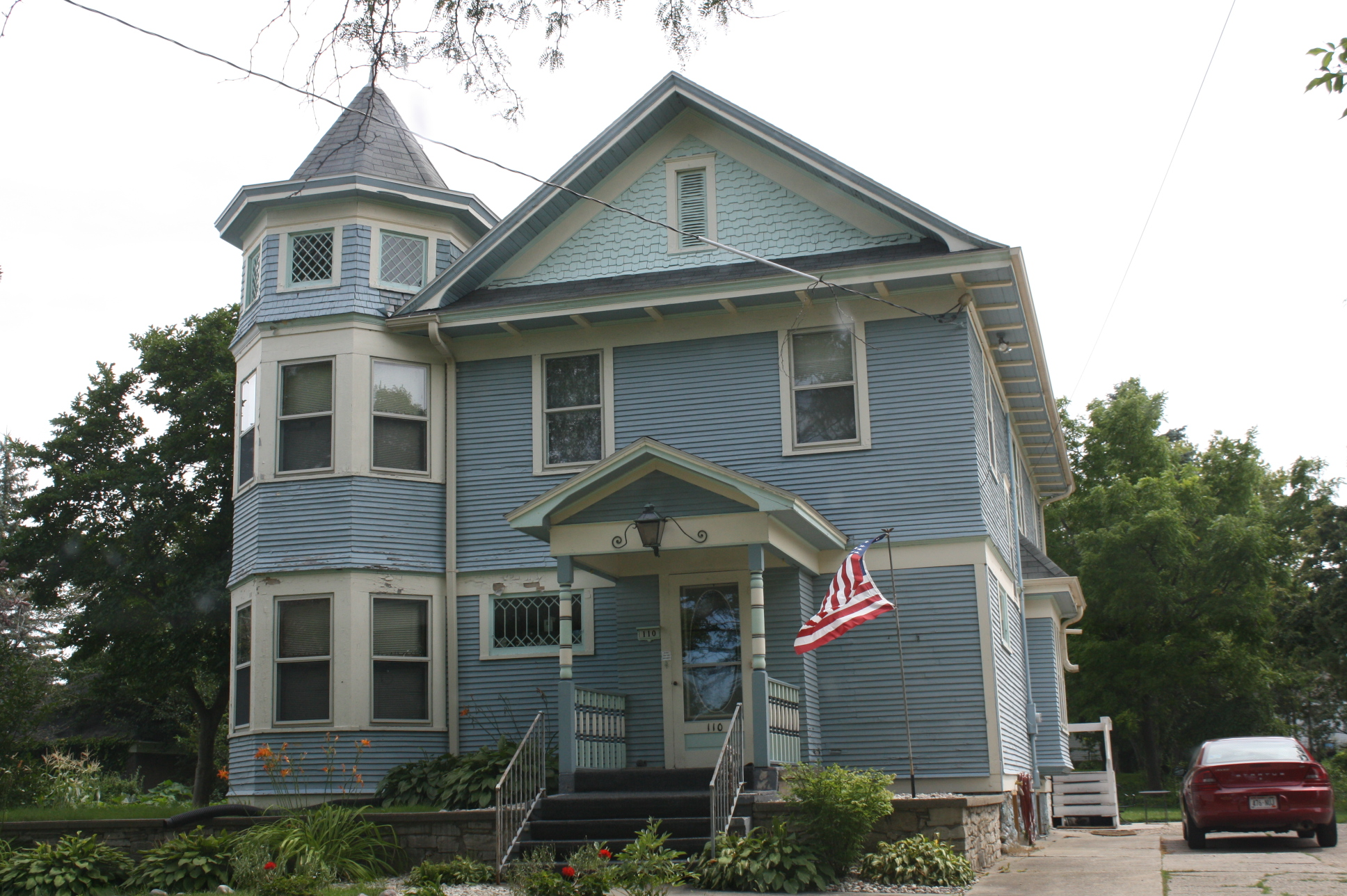
Історичний музей на Автомагістралі 22
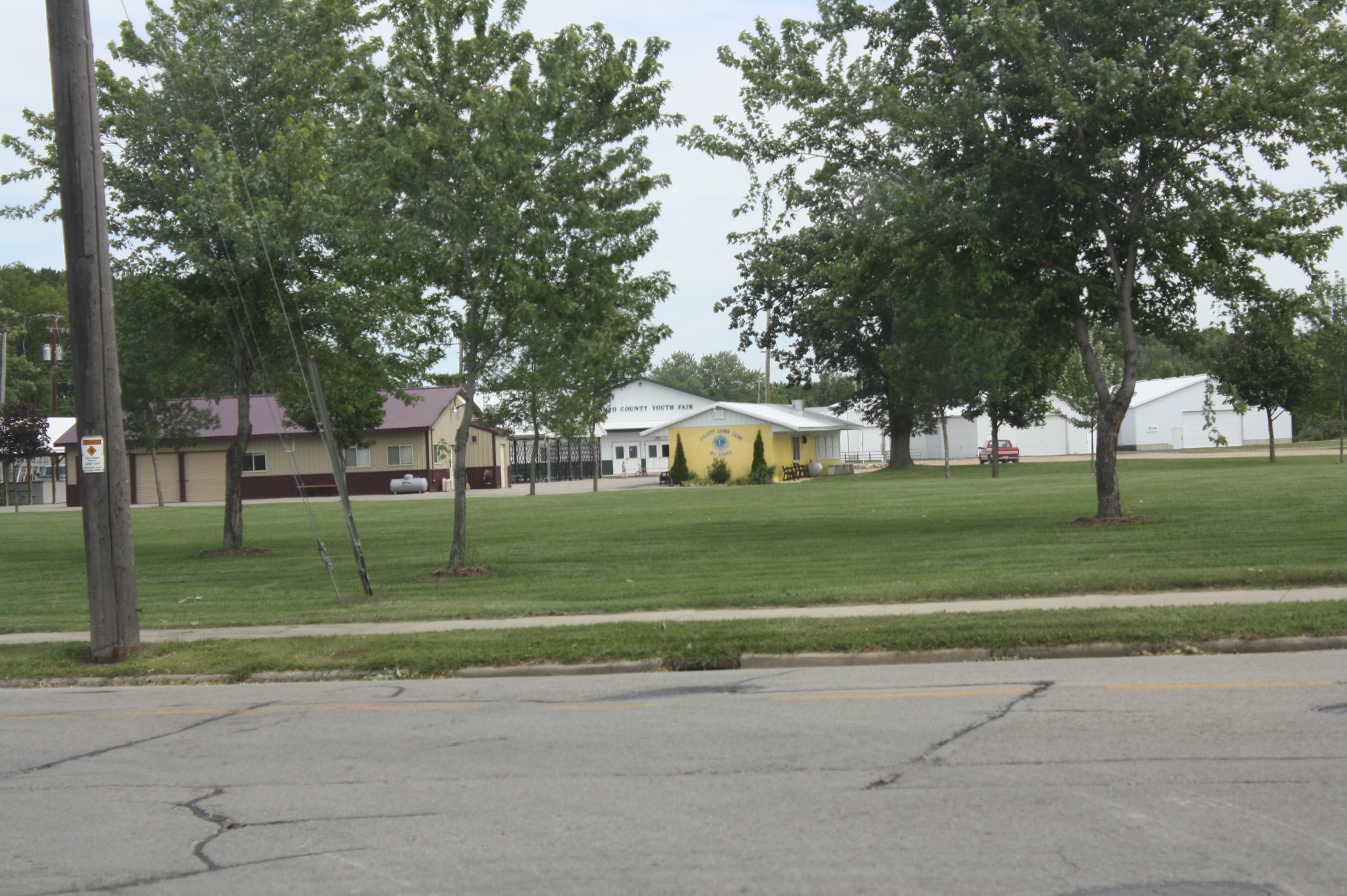
Територія виставки